# Dommershausen
Dommershausen est une municipalité du Verbandsgemeinde Kastellaun, dans l'arrondissement de Rhin-Hunsrück, en Rhénanie-Palatinat, dans l'ouest de l'Allemagne.

## Liens externes

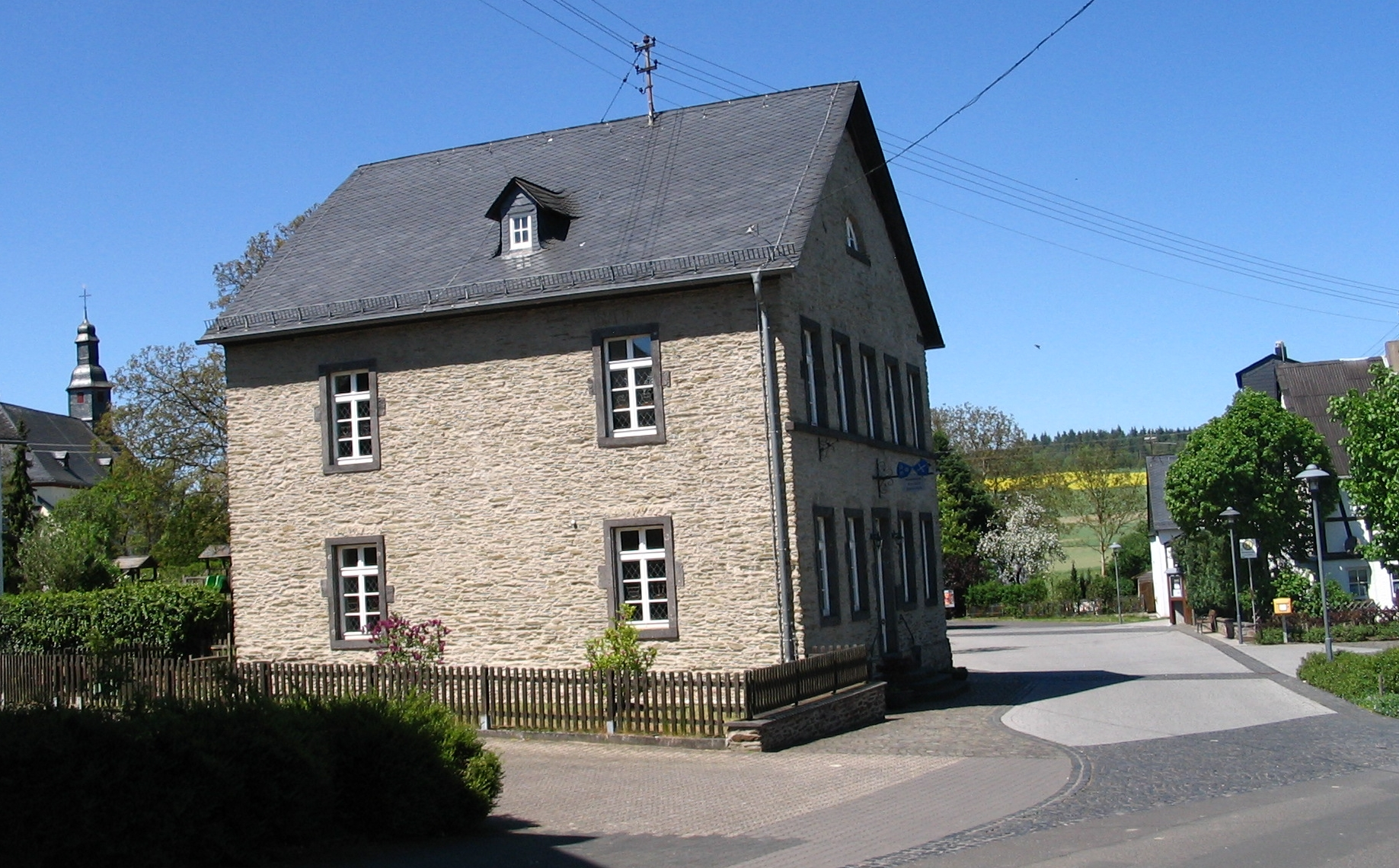
Ancien presbytère
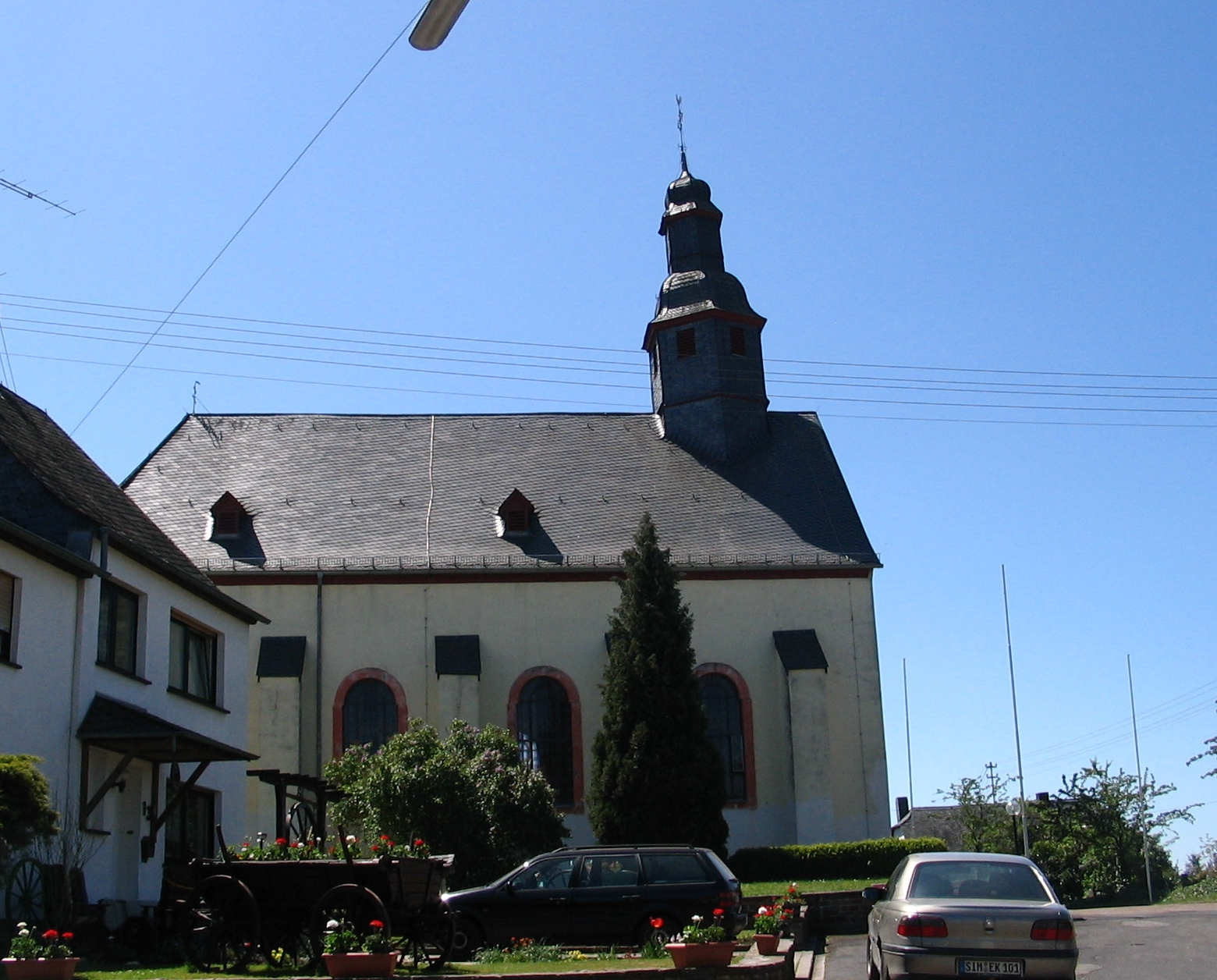
Église catholique Saint Mark
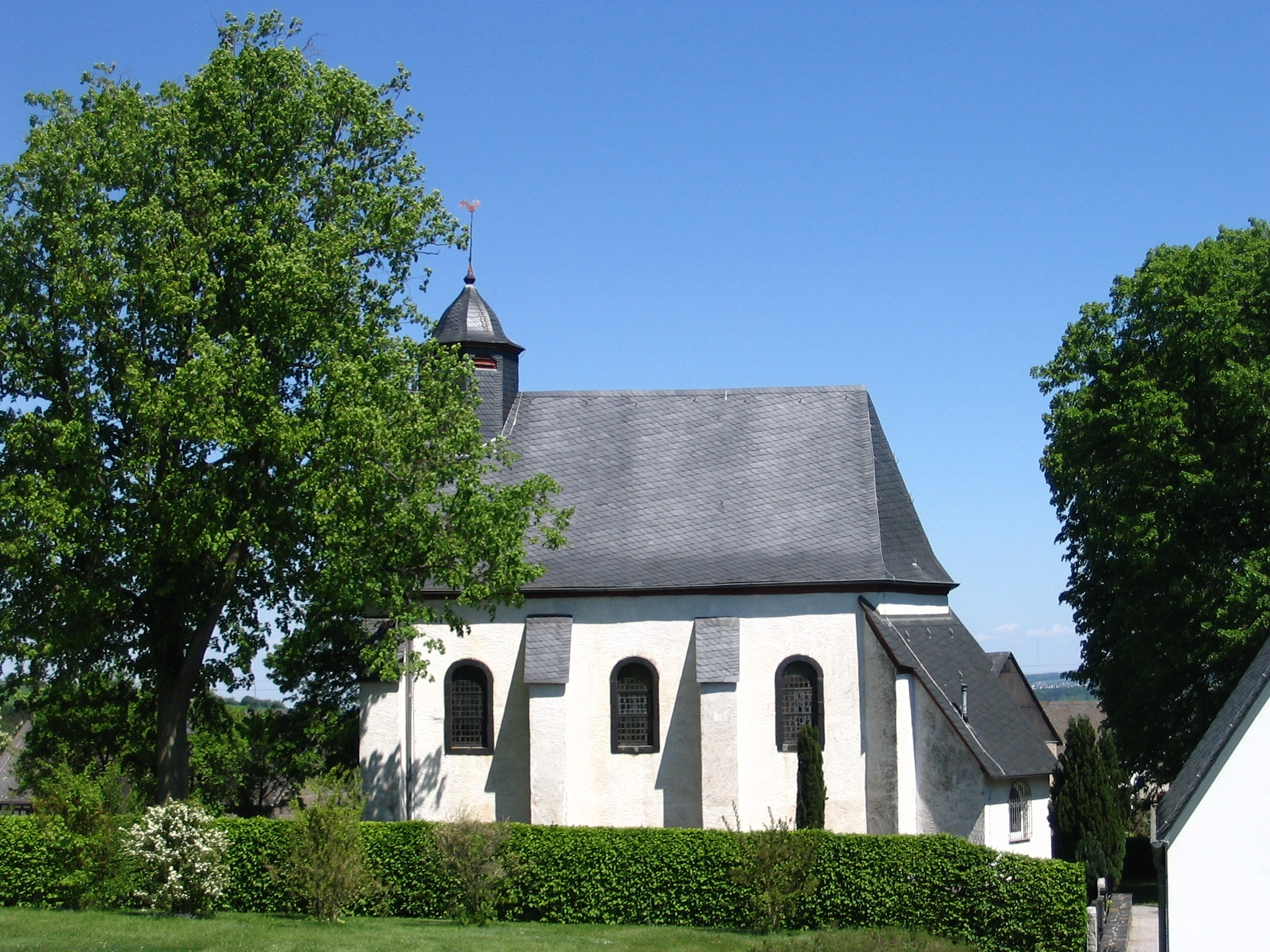
Chapelle Saint Vitus